# Андрей Апостолов
Андрей Василев Апостолов е български физик и университетски преподавател, професор, доктор на физическите науки.

## Биография
Роден е на 13 декември 1935 г. в София. През 1954 г. завършва езиковата гимназия в Ловеч, през 1959 г. физика – производствен профил във Физико-математическия факултет на Софийския университет. От 1960 г. е хоноруван, а от 1961 г. – редовен асистент по експериментална физика. През 1971 г. е избран за доцент, а през 1979 г. – за професор по физика на твърдото тяло в Софийския университет. От 1974 г. е професор на Националния университет на Заир. От 1969 г. е кандидат на физико-математическите науки, а от 1975 г. – доктор на физическите науки.
Специализира в Гренобълския център за ядрени изследвания при световноизвестния Нобелов лауреат Луи Неел (1963 – 1964), в Лаборатория по физика на метала, Гренобъл, и във Френския национален център по ниски температури (1967 – 1968). През 1974 – 1975 г. е главен технически съветник и директор на мисия на ЮНЕСКО в Заир. От 1972 г. е представител на България и член на Научния съвет на Международната лаборатория по силни магнитни полета и ниски температури, Вроцлав. Председател е на Националния комитет по кристалография (1992 – 2002) и член на Националния комитет за технологично развитие (1995 – 1999).
Ръководител е на катедра „Физика на твърдото тяло“ и заместник-ректор на Софийския университет.
Автор е на повече от 170 научни статии, учебници и книги, както и 7 авторски свидетелства и патенти. През 2007 г. издава мемоарната си книга „…И физик на този свят“.
През 1980 г. е избран за почетен член на Съюза на физиците в България.
Умира на 3 април 2020 г. в София.

## Отличия и награди
Носител е на:
- Орден „Кирил и Методий“ I степен (1982);
- Златен знак „За високо техническо равнище“ (1984);
- Награда „Акад. Никола Обрешков“ за значителен принос в математическите и физическите науки“ (1984);
- Звание и значка „Почетен изобретател“ (1984);
- Почетен знак „Барелеф на Климент Охридски“ (1985);
- Звание и медал „Заслужил деятел на техниката“ (1987);
- Медал „100 години Софийски университет“ (1988);
- Медал „Св. Климент“ I степен (1995);
- Почетен медал „Св. Климент Охридски“ със синя лента (2000);
- „Почетна грамота“ за благороден принос към утвърждаване на модерната българска държавност (2013).[1]